# Nekrolog September 2023
Nekrolog
◄◄
| ◄
| 2019
| 2020
| 2021
| 2022
| 2023 | 2024 | 2025
Januar |
Februar |
März |
April |
Mai |
Juni |
Juli |
August |
September |
Oktober |
November |
Dezember 2023
Weitere Ereignisse | Allgemeiner Nekrolog 2023
Die Beschreibung der verstorbenen Person sollte so kurz wie möglich gehalten sein und nur deren signifikante Tätigkeit(en) enthalten.
Neue Namen ggf. auch unter dem Geburts- und Sterbedatum, also etwa unter 1. Januar und im Geburts- und Sterbejahr (2024) eintragen (nur bei entsprechender großer Wichtigkeit). Für Beispiele siehe die schon vorhandenen Artikel.
Außerdem über die fünf zuletzt Verstorbenen, zu denen es einen ausreichend guten Artikel für eine Präsentation auf der Hauptseite gibt, nach der todesbedingten Überarbeitung der Artikel ggf. auch unter Wikipedia Diskussion:Hauptseite informieren und sie am besten auch in den anderen Wikipedia-Sprachversionen eintragen. Tipp: Regelmäßig bei news.google.de nach „ist tot“, „gestorben“ oder „verstorben“ suchen.
Wenn eine Person gestorben ist, gibt es viele Seiten zu dieser Person in der Wikipedia, die davon auch betroffen sind und entsprechend aktualisiert werden müssen. Beispiele: Namenübersichtsseite, Geburtsjahr, Geburtsort-Seiten und viele mehr.
Wie finde ich die betroffenen Seiten?
Im Suchfeld auf der linken Seite gibt man den Suchbegriff so ein: „Vorname Nachname“. Dann klickt man auf Volltext und alle Seiten mit entsprechendem Suchtext werden aufgerufen. Hier sieht man dann schnell, wo auch das Todesjahr Sinn macht oder sogar ein Teil des Artikels angepasst werden muss. Auch hilft das „Werkzeug“ auf der linken Seite sehr gut, um solche Seiten aufzufinden: „Links auf diese Seite“. Somit ist die Wikipedia wieder aktuell in allen Bereichen! Hinweis: bei Eintragung der Kategorie „Gestorben JAHR“ wird der Missbrauchsfilter 49 ausgelöst, was jedoch nicht schlimm ist. Siehe: Spezial:Missbrauchsfilter/49
Dies ist eine Liste von im September 2023 verstorbenen bekannten Persönlichkeiten. Die Einträge erfolgen innerhalb der einzelnen Daten alphabetisch sortiert. Tiere sind im Nekrolog für Tiere zu finden.

## September
Bearbeitungshinweis: Neue Todesfälle bitte absteigend nach Tagen geordnet eintragen. Die Todesfälle desselben Tages bitte in alphabetischer Reihenfolge einfügen.
| Tag           | Name                            | Beruf, bekannt als                                                              | Alter | Beleg |
| ------------- | ------------------------------- | ------------------------------------------------------------------------------- | ----- | ----- |
| 30. September | Youssouf Bakayoko               | ivorischer Politiker und Diplomat                                               | 80    |       |
| 30. September | Russell Batiste Jr.             | US-amerikanischer Schlagzeuger                                                  | 57    |       |
| 30. September | Thomas Danneberg                | deutscher Schauspieler, Synchronsprecher, Synchronregisseur und Dialogbuchautor | 81    |       |
| 30. September | Michael F. Flynn                | US-amerikanischer Science-Fiction-Autor                                         | 75    |       |
| 30. September | Ove Johansson                   | schwedischer American-Football-Spieler                                          | 75    |       |
| 30. September | Lucjan Józefowicz               | polnischer Radrennfahrer                                                        | 74    |       |
| 30. September | Yilmaz Karahasan                | türkischer Elektrotechniker und Gewerkschafter                                  | 85    |       |
| 30. September | Khaled Khalifa                  | syrischer Schriftsteller                                                        | 59    |       |
| 30. September | Andreas Obersteller             | deutscher Ministerialbeamter                                                    | 70    |       |
| 30. September | Fred Siegenthaler               | Schweizer Papier- und Objektkünstler, Plastiker und Buchgestalter               | 88    |       |
| 30. September | Russell Sherman                 | US-amerikanischer Pianist                                                       | 93    |       |
| 30. September | Yvette Vaucher                  | Schweizer Bergsteigerin                                                         | 93    |       |
| 30. September | Eurico dos Santos Veloso        | brasilianischer Erzbischof                                                      | 90    |       |
| 29. September | Michel Crouzet                  | französischer Romanist und Literaturwissenschaftler                             | 95    |       |
| 29. September | Horst Diere                     | deutscher Historiker und Geschichtsmethodiker                                   | 95    |       |
| 29. September | Tirso Duarte                    | kubanischer Musiker                                                             | 45    |       |
| 29. September | Adriano Fabi                    | italienischer Musikmanager, Musik-, Fernseh- und Theaterproduzent               | 77    |       |
| 29. September | Jon Fausty                      | US-amerikanischer Tontechniker                                                  | 74    |       |
| 29. September | Dianne Feinstein                | US-amerikanische Politikerin                                                    | 90    |       |
| 29. September | Jean Galle                      | französischer Basketballspieler und -trainer                                    | 87    |       |
| 29. September | Michał Głowiński                | polnischer Literaturwissenschaftler                                             | 88    |       |
| 29. September | Ron Howden                      | britischer Schlagzeuger                                                         | 78    |       |
| 29. September | Saad Eddin Ibrahim              | ägyptischer Menschenrechtler                                                    | 84    |       |
| 29. September | Herbert W. Liaunig              | österreichischer Unternehmer und Kunstsammler                                   | 77    |       |
| 29. September | Günter Mielis                   | deutscher Fußballfunktionär                                                     | 98    |       |
| 29. September | Eberhard Prause                 | deutscher Priester und Rundfunkbeauftragter                                     | 85    |       |
| 29. September | Manfred Richter                 | deutscher Schriftsteller, Drehbuchautor und Dramaturg                           | 93    |       |
| 29. September | Burghart Wachinger              | deutscher Mediävist                                                             | 91    |       |
| 29. September | Ed Young                        | chinesisch-US-amerikanischer Illustrator                                        | 91    |       |
| 28. September | Mervyn Brown                    | britischer Diplomat                                                             | 100   |       |
| 28. September | Harro Uwe Cloppenburg           | deutscher Unternehmer                                                           | 82    |       |
| 28. September | Etelka Kovacs-Koller            | deutsch-ungarische Malerin                                                      | 70    |       |
| 28. September | Miguel López                    | mexikanischer Fußballspieler                                                    | ≈87   |       |
| 28. September | Susanne Luderer                 | deutsche Juristin                                                               | 61    |       |
| 28. September | Wilfried Lulei                  | deutscher Historiker und Vietnamist                                             | 85    |       |
| 28. September | Ganira Pashayeva                | aserbaidschanische Politikerin                                                  | 48    |       |
| 28. September | Peter Schiwy                    | deutscher Jurist, Journalist und Rundfunkintendant                              | 87    |       |
| 28. September | Erwin Suess                     | deutscher Geologe und Ozeanograf                                                | 84    |       |
| 28. September | M. S. Swaminathan               | indischer Agrarwissenschaftler                                                  | 98    |       |
| 28. September | Herwig Wakonigg                 | österreichischer Geograph                                                       | 81    |       |
| 28. September | Ludwig Wätjen                   | deutscher Politiker                                                             | 92    |       |
| 27. September | Ion Druță                       | moldauischer Schriftsteller und Dramatiker                                      | 95    |       |
| 27. September | Dom Famularo                    | US-amerikanischer Schlagzeuger, Schlagzeuglehrer und Autor                      | 70    |       |
| 27. September | Ed Fancher                      | US-amerikanischer Zeitungsgründer                                               | 100   |       |
| 27. September | Urs Frauchiger                  | Schweizer Musiktheoretiker, Autor und Cellist                                   | 87    |       |
| 27. September | Michael Gambon                  | irisch-britischer Schauspieler                                                  | 82    |       |
| 27. September | Wolfgang Hemelmayr              | österreichischer Grafiker, Maler und Plastiker                                  | 67    |       |
| 27. September | Catherine Lachens               | französische Schauspielerin                                                     | 78    |       |
| 27. September | Dirk Neumann                    | deutscher Jurist                                                                | 100   |       |
| 27. September | Ernesto „Teto“ Ocampo           | kolumbianischer Gitarrist und Musikproduzent                                    | 54    |       |
| 27. September | Mary Beth Ruskai                | US-amerikanische Physikerin                                                     | 79    |       |
| 27. September | Soumendu Roy                    | indischer Kameramann                                                            | 90    |       |
| 27. September | Yanagimachi Ryūzō               | japanischer Biologe                                                             | 95    |       |
| 27. September | Donal Smith                     | neuseeländischer Leichtathlet                                                   | 89    |       |
| 27. September | Slobodan Štambuk                | kroatischer Bischof                                                             | 82    |       |
| 27. September | Monika Strauch                  | österreichische Schauspielerin                                                  | 77    |       |
| 27. September | John Tembo                      | malawischer Politiker                                                           | 91    |       |
| 27. September | Rudolf Waßmuth                  | deutscher Agrarwissenschaftler                                                  | 95    |       |
| 27. September | Elfi Zuber                      | deutsche Stadtführerin                                                          | 92    |       |
| 26. September | Philip Benfey                   | US-amerikanischer Genetiker und Entwicklungsbiologe                             | 70    |       |
| 26. September | Vittoria Cesarini               | italienische Leichtathletin                                                     | 90    |       |
| 26. September | Asgeir Dølplads                 | norwegischer Skispringer                                                        | 91    |       |
| 26. September | Willi Germund                   | deutscher Journalist                                                            | 68    |       |
| 26. September | Johannes Gralke                 | deutscher Ökonom                                                                | 91    |       |
| 26. September | Klaus Heide                     | deutscher Mineraloge                                                            | 84    |       |
| 26. September | Georg Hilger                    | deutscher Theologe                                                              | 83    |       |
| 26. September | Uwe Holmer                      | deutscher Theologe, Pastor und Autor                                            | 94    |       |
| 26. September | Wolfgang Menzel                 | deutscher Germanist und Pädagoge                                                | 88    |       |
| 26. September | Manfred Pointner                | deutscher Politiker                                                             | 80    |       |
| 26. September | Brooks Robinson                 | US-amerikanischer Baseballspieler                                               | 86    |       |
| 26. September | Erlo Stegen                     | südafrikanischer Missionar und Prediger                                         | 88    |       |
| 26. September | Stanisław Szymecki              | polnischer Erzbischof                                                           | 99    |       |
| 26. September | Ulrich Wiechers                 | deutscher Jurist                                                                | 74    |       |
| 25. September | Gerlinde Berk                   | deutsche Politikerin                                                            | 83    |       |
| 25. September | Eugenio Calabi                  | italienisch-US-amerikanischer Mathematiker                                      | 100   |       |
| 25. September | Tom Conway                      | US-amerikanischer Gewerkschafter                                                | 71    |       |
| 25. September | Ingeborg Cornelius              | österreichische Schauspielerin                                                  | 93    |       |
| 25. September | Marie-Thérèse Escribano         | österreichische Sängerin und Kabarettistin                                      | 97    |       |
| 25. September | Ibrahim Hazimeh                 | palästinensischer Maler                                                         | 90    |       |
| 25. September | Zoleka Mandela                  | südafrikanische Autorin und Menschenrechtsaktivistin                            | 43    |       |
| 25. September | David McCallum                  | britischer Schauspieler, Musiker und Komponist                                  | 90    |       |
| 25. September | Matteo Messina Denaro           | italienischer Mafioso                                                           | 61    |       |
| 25. September | Fritz Muggler                   | Schweizer Musiker und Musikkritiker                                             | 93    |       |
| 25. September | Nogoi Njie                      | gambische Politikerin und Folteropfer                                           | 58    |       |
| 25. September | Hero Schall                     | deutscher Jurist                                                                | 80    |       |
| 25. September | Gerry Shamray                   | US-amerikanischer Comiczeichner                                                 | 66    |       |
| 25. September | Jonathan N. Tubb                | britischer Archäologe und Kurator                                               | 71    |       |
| 25. September | Anneke Uittenbosch              | niederländische Cembalistin                                                     | 93    |       |
| 24. September | Félix Ayo                       | italienischer Violinist                                                         | 90    |       |
| 24. September | Wiktor Belenko                  | US-amerikanischer Flugzeugingenieur und Pilot                                   | 76    |       |
| 24. September | Nashawn Breedlove               | US-amerikanischer Rapper                                                        | 46    |       |
| 24. September | Afrim Bunjaku                   | kosovarischer Polizeibeamter                                                    | 50    |       |
| 24. September | Roland Cantzler                 | deutscher Jurist und Politiker                                                  | 92    |       |
| 24. September | Zvi Hecker                      | polnisch-israelischer Architekt                                                 | 92    |       |
| 24. September | Walter Leisner                  | deutscher Rechtswissenschaftler                                                 | 93    |       |
| 24. September | Peter Meis                      | deutscher Theologe                                                              | 70    |       |
| 24. September | Gabriele Senn                   | österreichische Galeristin                                                      | 63    |       |
| 24. September | Horst Vogel                     | deutscher Geheimdienstler                                                       | 92    |       |
| 23. September | Edwin Nicholas Arnold           | britischer Herpetologe                                                          | 82    |       |
| 23. September | Dieter Hufschmidt               | deutscher Schauspieler, Theaterregisseur, Hörspielsprecher und Rezitator        | 88    |       |
| 23. September | Martin Hundt                    | deutscher Historiker                                                            | 91    |       |
| 23. September | Lucie Julia                     | guadeloupeanische Schriftstellerin, Frauenrechtlerin und Sozialarbeiterin       | 96    |       |
| 23. September | Nic Kerdiles                    | US-amerikanischer Eishockeyspieler                                              | 29    |       |
| 23. September | Terry Kirkman                   | US-amerikanischer Sänger, Songwriter und Musiker                                | 83    |       |
| 25. September | György Kottán                   | ungarischer Fußballspieler                                                      | 76    |       |
| 23. September | Víctor Manuel López Forero      | kolumbianischer Erzbischof                                                      | 92    |       |
| 23. September | Gustav Paumgartner              | österreichischer Gastroenterologe                                               | 89    |       |
| 23. September | Michael Reitzel                 | deutscher Politiker                                                             | 79    |       |
| 23. September | Skadi Walter                    | deutsche Eisschnellläuferin                                                     | 59    |       |
| 23. September | Manfred Weck                    | deutscher Ingenieur                                                             | 85    |       |
| 23. September | Paul Woodruff                   | US-amerikanischer Altphilologe und Philosophiehistoriker                        | 80    |       |
| 22. September | Alison Bentley                  | britische Jazzsängerin                                                          | 65    |       |
| 22. September | Olga Chorens                    | kubanische Sängerin                                                             | 99    |       |
| 22. September | Dorit Urd Feddersen-Petersen    | deutsche Verhaltenswissenschaftlerin                                            | 75    |       |
| 22. September | John Getreu                     | US-amerikanischer Mörder                                                        | 79    |       |
| 22. September | Joseph Grobe                    | deutscher Chemiker                                                              | 91    |       |
| 22. September | Peter Horton                    | österreichischer Gitarrist, Komponist, Sänger und Buchautor                     | 82    |       |
| 22. September | Evelyn Fox Keller               | US-amerikanische Philosophin                                                    | 87    |       |
| 22. September | Kurt Kowalski                   | deutscher Fußballspieler                                                        | 74    |       |
| 22. September | Giovanni Lodetti                | italienischer Fußballspieler                                                    | 81    |       |
| 22. September | Américo Lopes                   | portugiesischer Fußballspieler                                                  | 90    |       |
| 22. September | Geir Lundestad                  | norwegischer Historiker                                                         | 78    |       |
| 22. September | Giorgio Napolitano              | italienischer Politiker                                                         | 98    |       |
| 22. September | Bruce Russett                   | US-amerikanischer Politikwissenschaftler                                        | 88    |       |
| 22. September | Mike Travis                     | britischer Schlagzeuger und Schauspieler                                        | 78    |       |
| 22. September | Dieter Schneider                | deutscher Liedtexter                                                            | 86    |       |
| 22. September | Wallace B. Smith                | US-amerikanischer Mormone                                                       | 94    |       |
| 22. September | Bernard Toublanc-Michel         | französischer Regisseur                                                         | 95    |       |
| 21. September | Herbert Anton                   | deutscher Literaturwissenschaftler                                              | 87    |       |
| 21. September | Georg Bamberg                   | deutscher Politiker (SPD), MdB                                                  | 87    |       |
| 21. September | Sabine Bothe                    | deutsche Handballspielerin                                                      | 63    |       |
| 21. September | Luise Deschauer                 | deutsche Schauspielerin                                                         | 84    |       |
| 21. September | Arlen Erdahl                    | US-amerikanischer Politiker                                                     | 92    |       |
| 21. September | Léon Fatous                     | französischer Politiker                                                         | 97    |       |
| 21. September | Ursula Frick                    | deutsche Ärztin                                                                 | 84    |       |
| 21. September | Hans-Peter Geh                  | deutscher Bibliothekar                                                          | 89    |       |
| 21. September | Heinz Küpper                    | deutscher Politiker                                                             | 88    |       |
| 21. September | Walewska Oliveira               | brasilianische Volleyballspielerin                                              | 43    |       |
| 21. September | Ruth Ryste                      | norwegische Politikerin                                                         | 91    |       |
| 21. September | Jeremy Silman                   | US-amerikanischer Schachspieler, -lehrer und -autor                             | 69    |       |
| 20. September | Katherine Anderson              | US-amerikanische Sängerin                                                       | 79    |       |
| 20. September | Josef Bugl                      | deutscher Wissenschaftler und Politiker                                         | 90    |       |
| 20. September | Richard C. Clark                | US-amerikanischer Politiker                                                     | 95    |       |
| 20. September | Maddy Cusack                    | englische Fußballspielerin                                                      | 27    |       |
| 20. September | Elaine Devry                    | US-amerikanische Schauspielerin                                                 | 93    |       |
| 20. September | Camille Dimmer                  | luxemburgischer Fußballspieler und Politiker                                    | 84    |       |
| 20. September | Herbert Faust                   | deutscher Politiker                                                             | 96    |       |
| 20. September | Ruth Fuchs                      | deutsche Leichtathletin und Politikerin                                         | 76    |       |
| 20. September | Heinrich Koller                 | Schweizer Jurist                                                                | 82    |       |
| 20. September | Lutz Kühn                       | deutscher Politiker                                                             | 72    |       |
| 20. September | Norberto Machline               | argentinischer Jazzmusiker                                                      | 80    |       |
| 20. September | Helmut Maßel                    | deutscher Theaterschauspieler und -regisseur                                    | 91    |       |
| 20. September | Lucy Morgan                     | US-amerikanische Journalistin                                                   | 82    |       |
| 20. September | Erwin Olaf                      | niederländischer Fotograf                                                       | 64    |       |
| 20. September | Odilon Polleunis                | belgischer Fußballspieler                                                       | 80    |       |
| 20. September | David Silk                      | anglikanischer Bischof                                                          | 87    |       |
| 20. September | Kent Stax                       | US-amerikanischer Schlagzeuger                                                  | 61    |       |
| 20. September | Toscho Toschew                  | bulgarischer Journalist und Autor                                               | 80    |       |
| 19. September | Slobodan Čendić                 | jugoslawischer Fußballtrainer                                                   | 85    |       |
| 19. September | Lou Deprijck                    | belgischer Sänger und Musikproduzent                                            | 77    |       |
| 19. September | Per Gahrton                     | schwedischer Politiker                                                          | 80    |       |
| 19. September | Eddie Gazo                      | nicaraguanischer Boxer                                                          | 73    |       |
| 19. September | Stephen Gould                   | US-amerikanischer Opernsänger                                                   | 61    |       |
| 19. September | James F. Hoge Jr.               | US-amerikanischer Herausgeber                                                   | 87    |       |
| 19. September | Michael Knape                   | deutscher Polizist, Dozent und Autor                                            | 71    |       |
| 19. September | Jörg Matheis                    | deutscher Schriftsteller                                                        | 53    |       |
| 19. September | Bernhard Rachwalski             | deutscher Geistlicher                                                           | 89    |       |
| 19. September | Hildegard Ramdohr               | deutsche Denkmalschützerin                                                      | 98    |       |
| 19. September | G. Peter Scott                  | britischer Mathematiker                                                         | 78/79 |       |
| 19. September | Phil Sellers                    | US-amerikanischer Basketballspieler                                             | 69    |       |
| 19. September | Urs E. Studer                   | Schweizer Urologe                                                               | 78    |       |
| 19. September | Gianni Vattimo                  | italienischer Philosoph und Politiker                                           | 87    |       |
| 18. September | Harold Baker                    | US-amerikanischer Richter                                                       | 93    |       |
| 18. September | Henry Boucha                    | US-amerikanischer Eishockeyspieler                                              | 72    |       |
| 18. September | Byeon Hee-bong                  | südkoreanischer Schauspieler                                                    | 81    |       |
| 18. September | Felice Farina                   | italienischer Schauspieler, Drehbuchautor und Filmregisseur                     | 69    |       |
| 18. September | Edward Ferry                    | US-amerikanischer Ruderer                                                       | 82    |       |
| 18. September | Michael Gerdts                  | deutscher Diplomat                                                              | 76    |       |
| 18. September | Jürgen Grimming                 | deutscher Politiker                                                             | 85    |       |
| 18. September | Brereton Jones                  | US-amerikanischer Politiker                                                     | 84    |       |
| 18. September | Frieder Lippmann                | deutscher Politiker                                                             | 87    |       |
| 18. September | Seiji Mataichi                  | japanischer Politiker                                                           | 79    |       |
| 18. September | Joe Matt                        | US-amerikanischer Cartoonist                                                    | 60    |       |
| 18. September | Gloria Ferrari Pinney           | italienische Archäologin                                                        | 82    |       |
| 18. September | Eckart Rohlfs                   | deutscher Musikjournalist und Herausgeber                                       | 93    |       |
| 18. September | Gero Schwanberg                 | österreichischer Bildhauer                                                      | 83    |       |
| 17. September | Dieter Anders                   | deutscher Jurist                                                                | 79    |       |
| 17. September | Emily Banks                     | US-amerikanische Schauspielerin                                                 | 90    |       |
| 17. September | Artie Cabral                    | US-amerikanischer Jazzmusiker                                                   | 82    |       |
| 17. September | Wolfgang Engstfeld              | deutscher Jazzmusiker                                                           | 72    |       |
| 17. September | Gerard J. Foschini              | US-amerikanischer Nachrichtentechniker                                          | 83    |       |
| 17. September | Michael Gassenmeier             | deutscher Anglist und Hochschullehrer                                           | 80    |       |
| 17. September | Louis Gooren                    | niederländischer Endokrinologe                                                  | 79    |       |
| 17. September | Norbert Heßbrüggen              | deutscher Wirtschaftsmanager                                                    | 88    |       |
| 17. September | Ryszard Jedliński               | polnischer Handballspieler                                                      | 70    |       |
| 17. September | Robert Knapp                    | US-amerikanischer Althistoriker                                                 | 77    |       |
| 17. September | Willi Padge                     | deutscher Ruderer                                                               | 79    |       |
| 17. September | Aníbal de Peña                  | dominikanischer Sänger, Pianist und Komponist                                   | 90    |       |
| 17. September | Dietrich Rauschning             | deutscher Jurist und Professor für Völkerrecht                                  | 92    |       |
| 17. September | Marc Schmitz                    | deutscher Künstler                                                              | 60    |       |
| 17. September | Fritz Schwarz                   | Schweizer Architekt                                                             | 93    |       |
| 17. September | Rudolf Wickel                   | deutscher Politiker                                                             | 90    |       |
| 17. September | Lori Teresa Yearwood            | US-amerikanische Journalistin                                                   | 57    |       |
| 16. September | Abd al-Ati al-Ubayyidi          | libyscher Politiker                                                             | 83    |       |
| 16. September | Ben Cull                        | englischer Fußballspieler                                                       | 24    |       |
| 16. September | Nikolai Dobronrarow             | russischer Dichter                                                              | 94    |       |
| 16. September | Silke Druckenmüller             | deutsche Pferdezüchterin                                                        | 45    |       |
| 16. September | Victor R. Fuchs                 | US-amerikanischer Gesundheitsökonom                                             | 99    |       |
| 16. September | Irish Grinstead                 | US-amerikanische Sängerin                                                       | 43    |       |
| 16. September | Dagmar R. Henney                | deutsch-amerikanische Mathematikerin und Hochschullehrerin                      | 92    |       |
| 16. September | Milo Hrnić                      | kroatischer Popsänger                                                           | 73    |       |
| 16. September | Helvi Jürisson                  | estnische Dichterin und Übersetzerin                                            | 94    |       |
| 16. September | Agnes Kwaje Lasuba              | südsudanesische Politikerin                                                     | 75    |       |
| 16. September | John Marshall                   | britischer Jazz-Schlagzeuger                                                    | 82    |       |
| 16. September | Gita Mehta                      | indische Autorin und Fernsehproduzentin                                         | 80    |       |
| 16. September | Horace Ové                      | britischer Regisseur                                                            | 86    |       |
| 16. September | Josef Rüddel                    | deutscher Politiker                                                             | 98    |       |
| 16. September | Wurst-Achim                     | deutscher Marktschreier                                                         | 63    |       |
| 15. September | Lore Alt                        | deutsche Stenotypistin                                                          | 97    |       |
| 15. September | Fernando Botero                 | kolumbianischer Maler und Bildhauer                                             | 91    |       |
| 15. September | Klaus Detterbeck                | deutscher Politikwissenschaftler                                                | 57    |       |
| 15. September | Jost Gebers                     | deutscher Musikproduzent                                                        | 82    |       |
| 15. September | Rolf Koltzsch                   | deutscher Politiker                                                             | 95    |       |
| 15. September | Franco Migliacci                | italienischer Liedtexter und Musikproduzent                                     | 92    |       |
| 15. September | Christopher Miles               | britischer Filmregisseur, -produzent und Drehbuchautor                          | 84    |       |
| 15. September | Billy Miller                    | US-amerikanischer Schauspieler                                                  | 43    |       |
| 15. September | Frank Owens                     | US-amerikanischer Jazzpianist                                                   | 90    |       |
| 15. September | Winfried Panse                  | deutscher Ökonom und Soziologe                                                  | 84    |       |
| 15. September | Eddy Reyniers                   | belgischer Radrennfahrer                                                        | 76    |       |
| 15. September | Burhan Sargın                   | türkischer Fußballspieler                                                       | 94    |       |
| 15. September | Vanessa Show                    | argentinischer Filmschauspieler, Model und Transvestit                          | 72    |       |
| 14. September | Marcel Honorat Léon Agboton     | beninischer Erzbischof                                                          | 82    |       |
| 14. September | Pearl Bowser                    | US-amerikanische Filmhistorikerin und Autorin                                   | 92    |       |
| 14. September | Franco Brocani                  | italienischer Filmregisseur und Drehbuchautor                                   | 85    |       |
| 14. September | Robert Day                      | US-amerikanischer Unternehmer, Investor und Philanthrop                         | 79    |       |
| 14. September | Carlo De Simone                 | italienischer Etruskologe                                                       | 90    |       |
| 14. September | Lauch Faircloth                 | US-amerikanischer Politiker                                                     | 95    |       |
| 14. September | Rudolf Jeřábek                  | österreichischer Archivar                                                       | 66    |       |
| 14. September | Hans Christian Knuth            | deutscher Theologe und Geistlicher                                              | 83    |       |
| 14. September | Ottavio Lurati                  | Schweizer Sprachwissenschaftler                                                 | 85    |       |
| 14. September | Joseph Massino                  | US-amerikanischer Mafiaboss                                                     | 80    |       |
| 14. September | Michael McGrath                 | US-amerikanischer Schauspieler und Musicaldarsteller                            | 65    |       |
| 14. September | Gaido Päär                      | estnischer Radrennfahrer                                                        | 69    |       |
| 14. September | Basil van Rooyen                | südafrikanischer Automobilrennfahrer                                            | 84    |       |
| 14. September | Rudolf Schneider-Manns Au       | österreichischer Bühnenbildner und Innenarchitekt                               | 87    |       |
| 14. September | Wolf Spemann                    | deutscher Grafiker, Bildhauer und Objektkünstler                                | 92    |       |
| 14. September | Antoni Vila Casas               | spanischer Kulturmäzen und Unternehmer                                          | 92    |       |
| 13. September | Maddy Anholt                    | britische Schauspielerin, Autorin und Fernsehpersönlichkeit                     | 35    |       |
| 13. September | Walter Brandstädter             | deutscher Transfusionsmediziner                                                 | 91    |       |
| 13. September | Hendrik van den Bussche         | deutsch-belgischer Mediziner und Medizinhistoriker                              | 78    |       |
| 13. September | Renato Calligaro                | italienischer Karikaturist und Maler                                            | 95    |       |
| 13. September | Henri Dauman                    | französisch-US-amerikanischer Fotograf                                          | 90    |       |
| 13. September | Horst Dichanz                   | deutscher Pädagoge                                                              | 86    |       |
| 13. September | Jean-Paul Gauzès                | französischer Politiker                                                         | 75    |       |
| 13. September | Jose Harris                     | britische Historikerin                                                          | 82    |       |
| 13. September | Joseph Kohn                     | US-amerikanischer Mathematiker                                                  | 91    |       |
| 13. September | Jürgen Lott                     | deutscher Theologe                                                              | 79    |       |
| 13. September | Perrie Mans                     | südafrikanischer Snookerspieler                                                 | 82    |       |
| 13. September | Klaus Marquardt                 | deutscher Wirtschaftsmanager                                                    | 96    |       |
| 13. September | Max Mathys                      | Schweizer Grafiker, Fotograf und Kunstpädagoge                                  | 90    |       |
| 13. September | John McDonald                   | australischer Rugbyspieler und -trainer                                         | 79    |       |
| 13. September | Ulrich B. Müller                | deutscher Theologe                                                              | 85    |       |
| 13. September | Marvin E. Newman                | US-amerikanischer Fotograf                                                      | 95    |       |
| 13. September | Liudvikas Narcizas Rasimavičius | litauischer Jurist und Politiker                                                | 84    |       |
| 13. September | Ulrich Rosenfeld                | deutscher Geologe                                                               | 92    |       |
| 13. September | Ingeborg Schödl                 | österreichische Publizistin und Buchautorin                                     | 89    |       |
| 13. September | Mircea Ion Snegur               | moldauischer Politiker                                                          | 83    |       |
| 13. September | Roger Whittaker                 | britischer Sänger, Liedermacher und Kunstpfeifer                                | 87    |       |
| 13. September | Jan Walenty Wieczorek           | polnischer Bischof                                                              | 88    |       |
| 12. September | Beytocan                        | türkischer Musiker und Songwriter                                               | 67    |       |
| 12. September | Axel Blaha                      | deutscher Schlagzeuger                                                          | 58    |       |
| 12. September | Jean Boht                       | britische Schauspielerin                                                        | 91    |       |
| 12. September | Dominique Colonna               | französischer Fußballspieler und -trainer                                       | 95    |       |
| 12. September | Peter Förster                   | deutscher Pädagoge und Jugendforscher                                           | 90    |       |
| 12. September | Julian Gloag                    | britisch-französischer Roman- und Drehbuchautor                                 | 93    |       |
| 12. September | Edmund Gleede                   | deutscher Regisseur und Dramaturg                                               | 79    |       |
| 12. September | Andreas Hanske                  | deutscher Künstler und Geophysiker                                              | 73    |       |
| 12. September | Brandon Hunter                  | US-amerikanischer Basketballspieler                                             | 42    |       |
| 12. September | Elizabeth Jeffreys              | britische Byzantinistin                                                         | 82    |       |
| 12. September | Lothar Klappauf                 | deutscher Archäologe                                                            | 70    |       |
| 12. September | Horst Klaus                     | deutscher Gewerkschafter                                                        | 93    |       |
| 12. September | Pete Kozachik                   | US-amerikanischer Kameramann                                                    | 72    |       |
| 12. September | Robert Gerald Livingston        | US-amerikanischer Diplomat und Autor                                            | 95    |       |
| 12. September | Esmeralda Mallada               | uruguayische Astronomin                                                         | 86    |       |
| 12. September | MohBad                          | nigerianischer Rapper                                                           | 27    |       |
| 12. September | Subaschandra Nemwang            | nepalesischer Politiker                                                         | 70    |       |
| 12. September | Kurt Raaflaub                   | Schweizer Althistoriker                                                         | 82    |       |
| 12. September | Richard Salzl                   | deutscher Pfarrer und Umweltaktivist                                            | 83    |       |
| 12. September | Dione Venables                  | britische Schriftstellerin und Verlegerin                                       | 92    |       |
| 12. September | Mike Williams                   | US-amerikanischer American-Football-Spieler                                     | 36    |       |
| 11. September | Thomas Breuer                   | österreichischer Mathematiker                                                   | 57    |       |
| 11. September | Brendan Croker                  | britischer Sänger und Gitarrist                                                 | 70    |       |
| 11. September | Éva Fahidi                      | ungarische Holocaustüberlebende                                                 | 97    |       |
| 11. September | Dedi Graucher                   | israelischer Sänger                                                             | 62    |       |
| 11. September | Karl-Heinz Hagemann             | deutscher Brigadegeneral                                                        | 77    |       |
| 11. September | Juan Carlos Harriott            | argentinischer Polospieler                                                      | 86    |       |
| 11. September | Hans-Joachim Klein              | deutscher Soziologe und Hochschullehrer                                         | 85    |       |
| 11. September | Hal Nerdal                      | australischer Nordischer Kombinierer                                            | 95    |       |
| 11. September | Manfred Poschenrieder           | deutscher Motorrad-Bahnrennfahrer                                               | 85    |       |
| 11. September | Gerald Spindler                 | deutscher Rechts- und Wirtschaftswissenschaftler                                | 62    |       |
| 11. September | Barbara Tedlock                 | US-amerikanische Anthropologin                                                  | 81    |       |
| 11. September | Wladislaw Terechow              | sowjetischer bzw. russischer Politiker und Diplomat                             | 89    |       |
| 11. September | Endel Tulving                   | kanadischer Psychologe                                                          | 96    |       |
| 11. September | Uwe Wesel                       | deutscher Rechtswissenschaftler und Rechtshistoriker                            | 90    |       |
| 10. September | Robert S. Bennett               | US-amerikanischer Jurist                                                        | 84    |       |
| 10. September | Walter Lampe                    | deutscher Theologe                                                              | 80    |       |
| 10. September | Gabriele Muschter               | deutsche Kunstwissenschaftlerin und Publizistin                                 | 76    |       |
| 10. September | Hans Plenk                      | deutscher Rennrodler                                                            | 85    |       |
| 10. September | Matthew Stewart                 | US-amerikanischer Trompeter                                                     | 41    |       |
| 10. September | Pierre Trân Thanh Chung         | vietnamesischer Bischof                                                         | 95    |       |
| 10. September | Hjalmar Torp                    | norwegischer Kunsthistoriker                                                    | 99    |       |
| 10. September | Ian Wilmut                      | britischer Embryologe                                                           | 79    |       |
| 9. September  | Erik Aschengreen                | dänischer Historiker und Tanzkritiker                                           | 88    |       |
| 9. September  | Mangosuthu Buthelezi            | südafrikanischer Politiker                                                      | 95    |       |
| 9. September  | Domenico De Masi                | italienischer Soziologe                                                         | 85    |       |
| 9. September  | Alois Glaubitz                  | deutscher Fußballspieler                                                        | 89    |       |
| 9. September  | Manfred Görlach                 | deutscher Anglist                                                               | 86    |       |
| 9. September  | Friedrich Hassbach              | deutscher Politiker und Verbandsdirektor der Bauindustrie                       | 85    |       |
| 9. September  | Peter McKenzie                  | neuseeländischer Schauspieler                                                   | 80    |       |
| 9. September  | Max Simeoni                     | französischer Politiker                                                         | 94    |       |
| 9. September  | Erwin Tochtermann               | deutscher Journalist und Publizist                                              | 93    |       |
| 9. September  | Matt Vinci                      | US-amerikanischer Bassist                                                       | 58    |       |
| 8. September  | Horst von Allwörden             | deutscher Autor                                                                 | 59    |       |
| 8. September  | Monique Bégin                   | kanadische Politikerin                                                          | 87    |       |
| 8. September  | Didier Berthet                  | französischer Bischof                                                           | 61    |       |
| 8. September  | James M. Brown                  | US-amerikanischer Jurist und Politiker                                          | 81    |       |
| 8. September  | Thomas Cramer                   | deutscher Altgermanist                                                          | 85    |       |
| 8. September  | Mathias Freund                  | deutscher Hämatologe und Onkologe                                               | 74    |       |
| 8. September  | Leopold Grausam                 | österreichischer Fußballspieler                                                 | 80    |       |
| 8. September  | Karl Hubert Hagen               | deutscher Landwirt und Politiker                                                | 87    |       |
| 8. September  | Richard Hu                      | singapurischer Politiker                                                        | 96    |       |
| 8. September  | Keith Usherwood Ingold          | britisch-kanadischer Chemiker                                                   | 94    |       |
| 8. September  | Karl-Joachim Kierey             | deutscher Politiker                                                             | 82    |       |
| 8. September  | Lisa Lyon                       | US-amerikanische Bodybuilderin und Model                                        | 70    |       |
| 8. September  | Michael Mäde-Murray             | deutscher Lyriker und Dramaturg                                                 | 61    |       |
| 8. September  | Tunku Ampuan Najihah            | malaysische Monarchin                                                           | 100   |       |
| 8. September  | Anton Plate                     | deutscher Komponist                                                             | 73    |       |
| 8. September  | Buichi Terasawa                 | japanischer Manga-Künstler                                                      | 68    |       |
| 8. September  | Mária Tiboldi                   | ungarische Operettensängerin und Schauspielerin                                 | 84    |       |
| 8. September  | Bent Warburg                    | dänischer Schauspieler und Musiker                                              | 83    |       |
| 8. September  | Notburga „Burgi“ Well           | deutsche Musikkabarettistin                                                     | 71    |       |
| 7. September  | Helga von Brauchitsch           | deutsche Fotografin                                                             | 86    |       |
| 7. September  | Oded Eran                       | israelischer Diplomat                                                           | 82    |       |
| 7. September  | María Jiménez                   | spanische Sängerin                                                              | 73    |       |
| 7. September  | Attila E. Láng                  | österreich-ungarischer Theaterwissenschaftler, Dramaturg und Regisseur          | 75    |       |
| 7. September  | Edgar Moron                     | deutscher Politiker                                                             | 82    |       |
| 7. September  | Peter C. Newman                 | kanadischer Schriftsteller und Journalist                                       | 94    |       |
| 7. September  | Akira Nishimura                 | japanischer Komponist                                                           | 69    |       |
| 7. September  | Eberhard Otto                   | deutscher Unternehmer und Politiker                                             | 75    |       |
| 7. September  | Judith Rothenborg               | dänische Schauspielerin                                                         | 74    |       |
| 7. September  | Gerd Steierwald                 | deutscher Verkehrswissenschaftler                                               | 93    |       |
| 7. September  | Lothar Vollmer                  | deutscher Rechtswissenschaftler                                                 | 87    |       |
| 6. September  | Raymond Ackerman                | südafrikanischer Unternehmer                                                    | 92    |       |
| 6. September  | Marc Bohan                      | französischer Modedesigner                                                      | 97    |       |
| 6. September  | Marcel Paul Boiteux             | französischer Ökonom und Mathematiker                                           | 101   |       |
| 6. September  | John Cairney                    | britischer Schauspieler                                                         | 93    |       |
| 6. September  | Larry Chance                    | US-amerikanischer Sänger und Musiker                                            | 82    |       |
| 6. September  | Richard Davis                   | US-amerikanischer Jazzmusiker                                                   | 93    |       |
| 6. September  | Lucrecia Hernández Mack         | guatemaltekische Politikerin                                                    | 49    |       |
| 6. September  | Abraham Kaplan                  | US-amerikanischer Chor- und Orchesterdirigent sowie Komponist                   | 92    |       |
| 6. September  | Hans-Ulrich Klose               | deutscher Politiker                                                             | 86    |       |
| 6. September  | Lothar Koch                     | deutscher Politiker                                                             | 83    |       |
| 6. September  | Spencer Mbadu                   | südafrikanischer Bassist                                                        | 68    |       |
| 6. September  | Giuliano Montaldo               | italienischer Filmregisseur                                                     | 93    |       |
| 6. September  | Carlos Walter Porto-Gonçalves   | brasilianischer Geograph                                                        | 74    |       |
| 6. September  | Bobby Schiffman                 | US-amerikanischer Theaterleiter                                                 | 94    |       |
| 6. September  | Dorothé Schubarth               | Schweizer Musikwissenschaftlerin und Dozentin                                   | 78    |       |
| 6. September  | Irene Schuch                    | deutsche Diskuswerferin                                                         | 87    |       |
| 6. September  | Theodor Strobl                  | deutscher Bauingenieur und Beamter                                              | 82    |       |
| 6. September  | Alfred Stroppel                 | deutscher Ingenieur und Agrarwissenschaftler                                    | 89    |       |
| 5. September  | Albert Asarjan                  | sowjetischer Turner                                                             | 94    |       |
| 5. September  | María Teresa Campos             | spanische Rundfunk- und Fernsehmoderatorin sowie Autorin                        | 82    |       |
| 5. September  | Jürgen Claus                    | deutscher Maler und Autor                                                       | 88    |       |
| 5. September  | Adam Joseph Exner               | kanadischer Erzbischof                                                          | 94    |       |
| 5. September  | Joe Fagin                       | britischer Popsänger                                                            | 83    |       |
| 5. September  | Charles Gayle                   | US-amerikanischer Jazzmusiker                                                   | 84    |       |
| 5. September  | Bruce Guthro                    | kanadischer Folksänger                                                          | 62    |       |
| 5. September  | Ingeborg Häckel                 | deutsche Politikerin                                                            | 86    |       |
| 5. September  | Jan Helms                       | deutscher Mediziner                                                             | 86    |       |
| 5. September  | Jurij Kondratjew                | ukrainischer Mathematiker                                                       | 69    |       |
| 5. September  | Fritz-Joachim Kunze             | deutscher General                                                               | 99    |       |
| 5. September  | Ronald Maier                    | deutscher Sportfunktionär                                                       | 45    |       |
| 5. September  | Manfred Nepp                    | deutscher Radrennfahrer                                                         | 82    |       |
| 5. September  | Mohammed Rahnavardi             | iranischer Gewichtheber, Zahnmediziner und Politiker                            | 96    |       |
| 5. September  | Manfred Raymund Richter         | deutscher Theatergründer und -leiter                                            | 93    |       |
| 5. September  | Schabtai Schavit                | israelischer Geheimdienstler                                                    | 84    |       |
| 5. September  | Günter Schröder                 | deutscher Fußballspieler                                                        | 83    |       |
| 5. September  | Ivan Šuker                      | kroatischer Politiker                                                           | 65    |       |
| 5. September  | Anatol Ugorski                  | sowjetischer bzw. russisch-deutscher Pianist                                    | 80    |       |
| 5. September  | Corinna Werwigk-Hertneck        | deutsche Politikerin                                                            | 70    |       |
| 4. September  | Boris Barth                     | deutscher Historiker                                                            | 61    |       |
| 4. September  | Guðbergur Bergsson              | isländischer Schriftsteller                                                     | 90    |       |
| 4. September  | Anthon Berthelsen               | grönländischer Künstler                                                         | 68    |       |
| 4. September  | Tété Caturla                    | kubanische Sängerin                                                             | 85    |       |
| 4. September  | Dagmar Deutschendorf            | deutsche Politikerin                                                            | 73    |       |
| 4. September  | Tail Dragger                    | US-amerikanischer Bluessänger                                                   | 82    |       |
| 4. September  | Edith Grossman                  | US-amerikanische Übersetzerin                                                   | 87    |       |
| 4. September  | Murray G. Hall                  | kanadischer Germanist                                                           | 76    |       |
| 4. September  | Helmut Halupka                  | deutscher Politiker                                                             | 74    |       |
| 4. September  | Hellmut Hannes                  | deutscher Industriephysiker und Geschichtsforscher                              | 98    |       |
| 4. September  | Steve Harwell                   | US-amerikanischer Sänger                                                        | 56    |       |
| 4. September  | Muthoni Kirima                  | kenianische Führungspersönlichkeit im Mau-Mau-Aufstand in Kenia                 |       |       |
| 4. September  | Karl-Artur Kovar                | deutscher Pharmazeut                                                            | 85    |       |
| 4. September  | Maj-Britt Kramer                | dänische Jazzmusikerin                                                          | 59    |       |
| 4. September  | Patricia McNulty                | US-amerikanische Schauspielerin                                                 | 80    |       |
| 4. September  | Eddie Meador                    | US-amerikanischer American-Football-Spieler                                     | 86    |       |
| 4. September  | Filip Minarik                   | tschechischer Jockey                                                            | 48    |       |
| 4. September  | Violeta Mițul                   | moldauische Fußballspielerin                                                    | 26    |       |
| 4. September  | Mick Molloy                     | irischer Leichtathlet                                                           | 85    |       |
| 4. September  | Ferid Murad                     | US-amerikanischer Mediziner und Pharmakologe                                    | 86    |       |
| 4. September  | Gérard Orth                     | französischer Virologe                                                          | 87    |       |
| 4. September  | Carl-Ludwig Reichert            | deutscher Musiker, Schriftsteller und Radiomoderator                            | 77    |       |
| 4. September  | John Wolfe                      | US-amerikanischer Rechtsanwalt und Politiker                                    | 69    |       |
| 4. September  | Gary Wright                     | US-amerikanischer Sänger, Musiker und Komponist                                 | 80    |       |
| 3. September  | Peter Arbenz                    | Schweizer Entwicklungshelfer, Politiker und Beamter                             | 86    |       |
| 3. September  | Jan Maarten Bremer              | niederländischer Klassischer Philologe                                          | ≈91   |       |
| 3. September  | Ali Nawaz Chowhan               | pakistanischer Richter                                                          |       |       |
| 3. September  | Yolanda Ciani                   | mexikanische Schauspielerin                                                     | 85    |       |
| 3. September  | Felicitas Gottschalk            | deutsche Autorin                                                                | 79    |       |
| 3. September  | Peter Gustavsson                | schwedischer Eishockeyspieler                                                   | 65    |       |
| 3. September  | Claus Helmer                    | österreichischer Schauspieler, Regisseur und Theaterdirektor                    | 79    |       |
| 3. September  | Gilberto Hernández              | panamaischer Fußballspieler                                                     | 26    |       |
| 3. September  | Maria Carme Junyent i Figueras  | spanische Linguistin                                                            | 68    |       |
| 3. September  | Lefty SM                        | mexikanischer Rapper                                                            | 31    |       |
| 3. September  | George Levitt                   | US-amerikanischer Chemiker                                                      | 98    |       |
| 3. September  | Brad Maxwell                    | kanadischer Eishockeyspieler                                                    | 66    |       |
| 3. September  | Morgan Samuelsson               | schwedischer Eishockeyspieler und -trainer                                      | 55    |       |
| 3. September  | Heath Streak                    | simbabwischer Cricketspieler und -trainer                                       | 49    |       |
| 3. September  | Helmut Thiel                    | deutscher Politiker                                                             | 90    |       |
| 3. September  | Arend Vollers                   | deutscher Teehändler                                                            | 92    |       |
| 3. September  | David Watkins                   | walisischer Rugbyspieler                                                        | 81    |       |
| 2. September  | Walter Arlen                    | österreichisch-US-amerikanischer Musikkritiker, Musikpädagoge und Komponist     | 103   |       |
| 2. September  | Rolf Bauer                      | deutscher Politiker                                                             | 92    |       |
| 2. September  | Antje Brüggemann-Breckwoldt     | deutsche Keramikerin                                                            | 82    |       |
| 2. September  | Max Gomez                       | kubanisch-US-amerikanischer Journalist                                          | 72    |       |
| 2. September  | Salif Keïta                     | malischer Fußballspieler und -funktionär                                        | 76    |       |
| 2. September  | Michael Klar                    | deutscher Gestalter                                                             | 80    |       |
| 2. September  | Pablo Molina                    | argentinischer Reggaemusiker                                                    | 58    |       |
| 2. September  | Paul Kazuhiro Mori              | japanischer Bischof                                                             | 84    |       |
| 2. September  | Lore Maria Peschel-Gutzeit      | deutsche Politikerin                                                            | 90    |       |
| 2. September  | Marcia de Rousse                | US-amerikanische Schauspielerin                                                 | 70    |       |
| 2. September  | Tarek Swelim                    | ägyptischer Kunsthistoriker                                                     | ≈65   |       |
| 2. September  | Shannon Wilcox                  | US-amerikanische Schauspielerin                                                 | 80    |       |
| 1. September  | Dennis Austin                   | US-amerikanischer Softwareentwickler                                            | 76    |       |
| 1. September  | Jimmy Buffett                   | US-amerikanischer Singer-Songwriter                                             | 76    |       |
| 1. September  | Hansjürgen Daheim               | deutscher Soziologe und Hochschullehrer                                         | 93    |       |
| 1. September  | Hadino Hishongwa                | namibischer Politiker                                                           | 80    |       |
| 1. September  | Lennart Jonsson                 | schwedischer Leichtathlet                                                       | 90    |       |
| 1. September  | Bill Malley                     | US-amerikanischer Szenenbildner und Artdirector                                 | 88    |       |
| 1. September  | Raymond Moriyama                | kanadischer Architekt                                                           | 93    |       |
| 1. September  | Olivier Picard                  | französischer Althistoriker, Numismatiker und Archäologe                        | 83    |       |
| 1. September  | Bill Richardson                 | US-amerikanischer Politiker                                                     | 75    |       |
| 1. September  | Jürgen Schlegel                 | deutscher Jurist und Wissenschaftsmanager                                       | ≈78   |       |
| 1. September  | Theodor Schober                 | deutscher Basketballspieler und -trainer                                        | 95    |       |
| 1. September  | Yvonne Shima                    | britisch-kanadische Schauspielerin und Sängerin japanischer Abstammung          | 88    |       |
| 1. September  | Milka Stojanović                | jugoslawische Opernsängerin                                                     | 86    |       |
| 1. September  | Ludovic Vaty                    | französischer Basketballspieler                                                 | 34    |       |
| 1. September  | Ekkehard Wachmann               | deutscher Entomologe                                                            | 85    |       |
| 1. September  | Karl Wöllert                    | österreichischer Politiker                                                      | 81    |       |

### Datum unbekannt
| Zeitangabe                           | Name             | Beruf, bekannt als                                                 | Alter | Beleg                      |
| ------------------------------------ | ---------------- | ------------------------------------------------------------------ | ----- | -------------------------- |
| Tod bekannt gegeben am 30. September | Gisela Schreiner | österreichische Journalistin sowie Hörfunk- und Fernsehmoderatorin | 74    |                            |
| Tod bekannt gegeben am 22. September | Raúl Prieto      | kubanischer Sänger und Liedermacher                                | 54    |                            |
| Tod bekannt gegeben am 15. September | Kim Il-ch’ŏl     | nordkoreanischer Politiker                                         | ≈90   |                            |
| Tod bekannt gegeben am 13. September | Bernd Rohr       | deutscher Fußballspieler und Autor                                 | 81    |                            |
| Tod bekannt gegeben am 9. September  | Rainer Troppa    | deutscher Fußballspieler                                           | 65    |                            |
| Tod bekannt gegeben am 4. September  | Anton Tus        | jugoslawischer bzw. kroatischer General                            | 91    |                            |
| September                            | Heinz Hartmann   | deutscher Soziologe                                                | 93    | doi:10.1515/srsr-2023-2057 |